# Entoria okinawaensis
Entoria okinawaensis är en insektsart som beskrevs av Tokuichi Shiraki 1935. Entoria okinawaensis ingår i släktet Entoria och familjen Phasmatidae. Inga underarter finns listade i Catalogue of Life.